# Samoles d'Arcàdia
Samoles (Samolas, Σάμολας) fou un escultor grec d'Arcàdia.
Va fer diverses figures de bronze dedicades pel poble de Tegea a l'oracle o al temple de Delfos, pagades amb el botí fet a la guerra contra els espartans el 400 aC. En concret Samoles va esculpir estàtues de Trifil i Azan.